# Dicranomyia (Dicranomyia) brevivenula
Dicranomyia (Dicranomyia) brevivenula is een tweevleugelige uit de familie steltmuggen (Limoniidae). De soort komt voor in het Nearctisch gebied.